# 斎藤惇夫
斎藤 惇夫（さいとう あつお、1940年6月20日 - ）は、日本の児童文学作家、編集者。

## 来歴
1940年に新潟県新潟市に生まれる。小学校から高校卒業までを長岡市で過ごす。新潟大学教育学部附属長岡小学校、新潟県立長岡高等学校を卒業後、立教大学法学部法学科に進学。60年安保闘争に参加。同大卒業後、大手電機メーカーに勤務した。
その後、福音館書店編集部に勤務。長年にわたり児童書籍の編集に携わる。同社編集担当取締役となった。
1970年の処女作『グリックの冒険』で、翌年に日本児童文学者協会新人賞を受賞。
1972年の『冒険者たち ガンバと15ひきの仲間』で、国際児童年特別アンデルセン賞優良作品に選出。
1983年には、『ガンバとカワウソの冒険』で野間児童文芸賞を受賞した。
『冒険者たち』はロングセラーとなり、「ガンバの冒険」としてテレビアニメ化された。
また、劇団四季により『冒険者たち ガンバとその仲間』として1976年より繰り返し上演されている。
これらの作品の続編の執筆を望む読者の声は多いが、本人はもともとこれらの作品を三部作として位置づけていたため、続編を執筆することは考えていないという。作家としては寡作であるが、2010年に23年ぶりの創作『哲夫の春休み』を上梓した。

## 人物
母方の祖父は政治家・田村文吉であることを日本共産党さいたま市浦和区後援会の機関紙のインタビューで述べている。
処女作となった『グリックの冒険』を書くきっかけは、斉藤の家で育てていたシマリスにまつわるエピソードからと同作のあとがきで自身が述べている。また、斉藤本人の幼い頃の実体験も、この作品の執筆に生かされている。
『グリックの冒険』の反響は大きく、読者から次作の催促があったが、その多くがガンバとその仲間のストーリーを望むものであったという。しかし、斉藤はガンバを主人公にして物語を描くことを考えてはいなかった。この頃、斉藤は福音館書店で童話の編集に携わっていた。ある日仕事で八丈島へ行くことになった。八丈島で野生のイタチを目撃し、太陽の光を浴びて白く見えたイタチに心を奪われ、『冒険者たち ガンバと15ひきの仲間』の着想に至り、作品を書き上げた。
斉藤はカワウソを好きな動物に挙げているが、『ガンバとカワウソの冒険』執筆前には、当時ニホンカワウソが絶滅の危機に瀕しているのを知らなかったという。ガンバの冒険シリーズの挿絵を担当していた薮内正幸と、絶滅の危機にある動物について語り合った際に、斉藤はニホンカワウソの置かれている状況を知った。ニホンカワウソに興味をもった斉藤は、高知県を訪れて取材を重ねるなどし、『ガンバとカワウソの冒険』を完成させた。
『冒険者たち ガンバと15ひきの仲間』と『ガンバとカワウソの冒険』の執筆については、薮内正幸との話が少なからず執筆のきっかけになったようである。

## 受賞歴
- 1971年 - 日本児童文学者協会新人賞
- 1972年 - 国際児童年特別アンデルセン賞優良作品
- 1983年 - 野間児童文芸賞
- 2015年 - 第19回 米百俵賞

## 著書
旧版のある作品は、新版のみ記載。

### 単著
単行本
- 『グリックの冒険』（岩波書店、ガンバの冒険シリーズ） 1982年11月　ISBN 978-4001105261
- 『冒険者たち ガンバと15ひきの仲間』（岩波書店、ガンバの冒険シリーズ） 1982年11月　ISBN 978-4001105278
- 『ガンバとカワウソの冒険』（岩波書店、ガンバの冒険シリーズ）  1982年11月　ISBN 978-4001105285
- 『僕の冒険 子どもの“時”にむかって』（日本エディタースクール出版部） 1987年4月　ISBN 978-4888881203
- 『現在、子どもたちが求めているもの 子どもの成長と物語』（キッズメイト） 2001年5月　ISBN 978-4907822019
- 『子どもと子どもの本に捧げた生涯 講演録 瀬田貞二先生について』（キッズメイト） 2002年6月　ISBN 978-4907822026
- 『哲夫の春休み』（金井田英津子画、岩波書店） 2010年10月　ISBN 978-4001156416
- 『わたしはなぜファンタジーに向かうのか』（教文館） 2014年2月　ISBN 978-4764269767
- 『河童のユウタの冒険』上・下（金井田英津子画、福音館書店、創作童話シリーズ） 2017年4月
- 『子ども、本、祈り』（教文館） 2021年9月　ISBN 978-4764261556

新版再刊
- 『冒険者たち ガンバと15ひきの仲間』（岩波少年文庫） 2000年6月　ISBN 978-4001140446
- 『グリックの冒険』（岩波少年文庫） 2000年7月　ISBN 978-4001140453
- 『ガンバとカワウソの冒険』（岩波少年文庫） 2000年9月　ISBN 978-4001140460
- 『哲夫の春休み』上・下（金井田英津子画、岩波少年文庫） 2016年3月

### 編著
- 『瀬田貞二の世界 斎藤惇夫講演録』（東浦和図書館編、プラザイースト） 2001年3月

## 関連人物
- 薮内正幸 - ガンバの冒険三部作の画を担当。